# Christian Lang (Maler)
Christian Lang (* 30. April 1972 in Mannheim) ist ein deutscher Maler, Zeichner und Illustrator.

## Leben
Lang studierte von 1992 bis 1997 Kunsterziehung bei Dieter Groß, Horst Bachmayer und Wolfgang Gäfgen sowie Germanistik unter anderem bei Reinhard Döhl in Stuttgart, was er mit dem Ersten Staatsexamen abschloss. Bis 1999 studierte er außerdem Freie Malerei in Stuttgart. Lang ist als Gymnasiallehrer für Bildende Kunst und Deutsch in Stuttgart tätig. 
1998 erhielt er den Preis der Freunde der Staatlichen Akademie der Bildenden Künste Stuttgart.

## Ausstellungen (Auswahl)
- 1992 Jüdisches Gemeindezentrum Mannheim
- 1993 Schwabenhaus Stuttgart
- 1998 Junge Kunst Bankhaus Ellwanger und Geiger, Stuttgart
- 1999 mille grazie, Stuttgart
- 1999 Blumen zur Eröffnung, frontstore, Basel
- 2000–01 Odyssee, Württembergischer Kunstverein Stuttgart
- 2001 Les années gäfgen, Staatliche Akademie der Bildenden Künste, Stuttgart
- 2008 Zwischenstand Württembergischer Kunstverein Stuttgart
- 2008 Lachen für alle Galerie Zukunftslabor, Stuttgart
- 2010 Kunst und Gesellschaft, Württembergischer Kunstverein Stuttgart